# Jo-Ann Bergman
Pour les articles homonymes, voir Bergman.
Jo-Ann Hildegard Bergman, née le 15 février 1989,  est une nageuse sud-africaine.

## Carrière
Aux Jeux africains de 2003 à Abuja, Jo-Ann Bergman est médaillée d'argent du 100 mètres dos.